# کننبال ادرلی
جولیان ادوین کَنُنْبال اَدِرلی (به انگلیسی: Julian Edwin "Cannonball" Adderley) ‏(۱۵ سپتامبر ۱۹۲۸ – ۸ اوت ۱۹۷۵) نوازنده ساکسوفون آلتو جاز بود که معمولاً به عنوان ملودیک‌ترین نوازندهٔ دوران خود از او یاد می‌شود.
او افزون بر نوازندگی به آهنگسازی، رهبری گروه و آموزش موسیقی نیز اشتغال داشت.
مهم‌ترین اثر او به عنوان رهبر گروه چیزی دیگر است که معمولاً به عنوان یکی از برترین آلبوم‌های جز رده بندی می‌شود  بایگانی‌شده  در ۲ مارس ۲۰۰۷ توسط Wayback Machine .
او همچنین در آثار بزرگی چون به نوعی آبی (به نوعی غمگین) به عنوان نوازنده در گروه مایلز دیویس همکاری داشته‌است.